# Анісов Володимир Хомич
Володимир Хомич Анісов (5 липня 1921 — 23 лютого 2006) — радянський військовий льотчик, Герой Радянського Союзу (1944), у роки німецько-радянської війни командир ескадрильї 76-го гвардійського штурмового авіаційного полку 1-ї гвардійської штурмової авіаційної Сталінградської ордена Леніна, двічі Червонопрапорної орденів Суворова і Кутузова дивізії 8-ї повітряної армії 4-го Українського фронту.

## Біографія
Народився 5 липня 1921 року в Омську в сім'ї робітника. Росіянин. Закінчив неповну середню школу.
У Червоній Армії з 1939 року. У 1941 році закінчив Молотовську військову авіаційну школу пілотів. З початком німецько-радянської війни на фронті. Воював у складі 225-го штурмового авіаційного полку, перетвореного в 76-й гвардійський штурмовий авіаційний полк.
Командир ескадрильї 76-го гвардійського штурмового авіаційного полку (1-а гвардійська штурмова авіаційна дивізія, 8-а повітряна армія, 4-й Український фронт) гвардії капітан Володимир Анісов до квітня 1944 року зробив більше трьохсот успішних бойових вильотів на штурмовку укріплень, аеродромів, скупчень живої сили і техніки противника.
Указом Президії Верховної Ради СРСР від 26 жовтня 1944 року за зразкове виконання бойових завдань командування на фронті боротьби з німецько-фашистським загарбниками і проявлені при цьому мужність і героїзм гвардії капітану анісову Володимиру Хомич присвоєно звання Героя Радянського Союзу з врученням ордена Леніна і медалі «Золота Зірка» (№ 4482).
У 1945 році льотчик-штурмовик закінчив Військово-повітряну академію. Служив у частинах військово-транспортної авіації (ВТА). Командував авіаційним полком ВТА (місто Джанкой, Україна). З 1965 року полковник Анісов — у запасі.
Жив у Києві, з кінця 1990-х років — у місті Хімки Московської області. Помер 23 лютого 2006 року. Похований у м. Хімки на Новолужінському кладовищі.